# Kevin Jolly
Kevin Jolly (ur. 29 stycznia 1958 w Eye) – brytyjski żużlowiec.

## Życiorys
W 1978 r. zdobył srebrny medal indywidualnych mistrzostw świata juniorów w Lonigo. Trzykrotnie startował w finałach indywidualnych mistrzostw Wielkiej Brytanii, w latach 1980, 1981, 1982.
W lidze brytyjskiej reprezentował kluby z Mildenhall (1975, 1976), Ipswich (1976-1982, 1988), King's Lynn (1983-1986, 1988), Bostonu (1986), Swindon (1986, 1988), Wimbledonu (1987, 1988), Peterborough (1989, 1991) oraz Milton Keynes (1990).